# 大阪築城400年まつり
大阪築城400年まつり（おおさかちくじょう400ねんまつり、別称「大阪城博覧会」）は、1983年10月1日から同年11月30日まで、大阪21世紀計画のプロローグと大坂城の築城400周年を記念して大阪城公園一帯を舞台に行われたイベント（地方博覧会）である。

## 概要
同イベントは財団法人・大阪21世紀協会が1982年に設立されてから、初めて開催された大型市民イベントで、このイベントのために大阪城公園内に建設された大阪城国際文化・スポーツホールを舞台に、当時の皇太子・皇太子妃（現上皇・上皇后）を初め、国内外の来賓ら約9000人の参列の下、同年10月8日に同イベントと、大阪21世紀計画の開幕セレモニーが盛大に行われ、初代協会長を務めた松下幸之助（松下電器産業代表取締役会長）が大阪21世紀計画の開幕を宣言した。
イベントそのものは1983年10月1日-11月30日の2か月間にわたり、大阪城西の丸庭園、太陽の広場、大阪城国際文化スポーツホールなど、大阪城公園一体をパビリオンに見立てて行われ、国内外の企業・団体などが協賛する展示物やコンサート、イベントが多数開催された。またこのイベントに合わせて建設・開業されたのが、日本国有鉄道（現・西日本旅客鉄道）大阪環状線の大阪城公園駅である。これの開幕イベントとして、御堂筋一体で行われたオープニングパレードは、その後も大阪21世紀計画の旗艦イベントの一つである「御堂筋パレード」として継続して開催されたが、2007年をもって事実上廃止されている。また、10月22日大阪港にて7ヵ国1地域からの参加の10隻の帆船で大阪世界帆船まつり'83も開催した。
西の丸庭園では特別展示「中国秦・兵馬俑展」が開催され、初来日した中国共産党中央委員会主席の胡耀邦も参観。期間中、泥酔した男が高さ2m近い将軍の俑を押し倒して壊し、器物損壊容疑で逮捕された。事件を受け、外務省は駐日中国大使館に謝罪し、日本は中国側に賠償した。